# Свети Илия (Русце)
„Свети Илия“ (на сръбски: Храм св. пророка Илије) е православна църква във вранското село Русце, югоизточната част на Сърбия. Част е от Вранската епархия на Сръбската православна църква.

## История
Въз основа на датировката на изграждането на иконостаса (1866), се смята, че църквата е изградена в 1865 година. В 1902 година храмът е измазана и боядисана, а в 1913 година - ремонтирана. В 2016 година е саниран покривът. На запад има трапеза за освещаване на масло. На изток близо до апсидата има зидана триетажна камбанария.

## Описание
Поради терена храмът е силно вкопан.
Живописта в храма е дело на дебърския майстор Вено Костов. На царските двери в краката на Архангел Гавриил има подпис „изъ руки Вено на 1867“, но на престолните икони „Света Богородица с Христос“ и „Възнесение Илиево“ има дарителски надписи с дата 1865, което говори, че зографът е работил в Русце два пъти. Иконостасът е с 29 икони.